# Huỳnh Tấn Sinh
Huỳnh Tấn Sinh (sinh ngày 6 tháng 4 năm 1998) là một cầu thủ bóng đá người Việt Nam hiện đang thi đấu ở vị trí trung vệ cho câu lạc bộ Công an Hà Nội.

## Sự nghiệp
Huỳnh Tấn Sinh trưởng thành từ Quảng Nam và bắt đầu thi đấu cho đội I năm 19 tuổi. Anh được nhiều người biết đến từ giải đấu U-20 World Cup 2017 với vai trò thủ lĩnh hàng phòng ngự trong đội hình của huấn luyện viên Hoàng Anh Tuấn.
Ngày 17 tháng 8 năm 2022, trang chủ câu lạc bộ Hà Nội đã thông báo mượn thành công Huỳnh Tấn Sinh đến hết mùa giải 2022. Anh ra mắt đội bóng Thủ đô khi vào sân thay người trong trận thắng Becamex Bình Dương 3–0 vào ngày 20 tháng 8. Trong màu áo Hà Nội, Tấn Sinh cùng đội bóng giành cú đúp danh hiệu V.League và Cúp quốc gia. Tuy nhiên, đóng góp của anh là rất ít nên khi kết thúc mùa giải anh không được câu lạc bộ Thủ đô mua đứt.
Trước thềm mùa giải 2023, Tấn Sinh được Công an Hà Nội liên hệ chiêu mộ.

## Bàn thắng quốc tế

### U-23 Việt Nam
| #  | Ngày                | Địa điểm                                        | Đối thủ | Bàn thắng | Kết quả | Giải đấu                                        |
| -- | ------------------- | ----------------------------------------------- | ------- | --------- | ------- | ----------------------------------------------- |
| 1. | 22 tháng 3 năm 2019 | Sân vận động Quốc gia Mỹ Đình, Hà Nội, Việt Nam | Brunei  | 5–0       | 6–0     | Vòng loại giải vô địch bóng đá U-23 châu Á 2020 |

## Thành tích

### Câu lạc bộ
Công an Hà Nội
- V. League 1:

 Vô địch: 2023
Quảng Nam
- V. League 1:

 Vô địch: 2017
- Siêu cúp quốc gia:

 Vô địch: 2017
Hà Nội FC
- V. League 1:

 Vô địch: 2022
- Cúp Quốc gia:

 Vô địch: 2022

### Quốc tế
U-19 Việt Nam
- Giải vô địch U-19 châu Á:

 Hạng 3: 2016
- Giải vô địch U-19 Đông Nam Á:

 Hạng 3: 2016
U-22 Việt Nam
- Đại hội Thể thao Đông Nam Á:

 Vô địch: 2019